# Ángel Casero
Ángel Luis Casero Moreno (Valencia, 27 september 1972) is een voormalig Spaans wielrenner.

## Carrière
Casero werd beroepswielrenner in 1994 en liet zien een groot talent te zijn door dat jaar de Ronde van de Toekomst te winnen en een jaar later dertiende in de Ronde van Spanje te worden. Casero bleek een goed klimmer te zijn en dit aan te vullen met zeer goede tijdritkwaliteiten. In 1997 won hij de Ronde van Castilië en Leon en werd tweede in de Ronde van Catalonië. Een jaar later won hij de proloog van die ronde en werd bovendien kampioen van zijn land, twee dingen die hij in 1999 zou herhalen. Dat laatste jaar werd hij ook vijfde in de Ronde van Frankrijk.
Casero's grootste successen behaalde hij echter in de ronde van zijn eigen land: hij werd tweede in 2000 en eindwinnaar in 2001, door in de slottijdrit zijn landgenoot Óscar Sevilla te onttronen. Hierna raakte Casero, die sowieso zelden won (afgezien van enkele criteriums is de Vuelta-eindzege zijn enige overwinning na 1999), echter aan de sukkel en heeft nooit meer zijn oude niveau kunnen benaderen.
Casero's jongere broer Rafael was eveneens beroepswielrenner.

## Belangrijkste overwinningen
1993
- Ploegentijdrit op de Middellandse Zeespelen

1994
- Eindklassement Ronde van de Toekomst

1995
- Clásica a los Puertos de Guadarrama

1997
- 3e etappe Ronde van Castilië en León
- Eindklassement Ronde van Castilië en León

1998
- Nationaal Kampioenschap op de weg, Elite

1999
- Nationaal Kampioenschap op de weg, Elite
- Proloog Ronde van Catalonië

2001
- Ronde van Spanje

## Resultaten in voornaamste wedstrijden
| Jaar | Ronde van Italië | Ronde van Frankrijk | Ronde van Spanje |
| ---- | ---------------- | ------------------- | ---------------- |
| 1994 |                  |                     |                  |
| 1995 |                  |                     | 13e              |
| 1996 |                  |                     | 24e              |
| 1997 |                  | 29e                 | opgave           |
| 1998 |                  | opgave              | opgave           |
| 1999 |                  | 5e                  | opgave           |
| 2000 |                  | opgave              | ↑                |
| 2001 |                  | opgave              | ↑                |
| 2002 |                  |                     | 6e               |
| 2003 |                  | 57e                 | opgave           |
| 2005 |                  |                     | opgave           |

| Jaar | Milaan-San Remo | Amstel Gold Race | Clásica San Sebastián | Waalse Pijl |  | WK op de weg |
| ---- | --------------- | ---------------- | --------------------- | ----------- |  | ------------ |
| 1994 |                 |                  | 111e                  |             |  |              |
| 1995 |                 |                  | 20e                   |             |  |              |
| 1996 | 132e            |                  | 142e                  |             |  |              |
| 1997 | 100e            |                  | 34e                   |             |  |              |
| 1998 |                 | 73e              | 7e                    | 58e         |  |              |
| 1999 | 87e             | 77e              |                       |             |  |              |
| 2000 |                 |                  | 48e                   |             |  |              |
| 2001 |                 |                  | 48e                   |             |  | 42e          |
| 2002 |                 |                  |                       |             |  |              |
| 2003 |                 |                  | 40e                   |             |  |              |
| 2005 |                 |                  | 89e                   |             |  |              |

Alonso ·
Arrieta ·
Bernard ·
de Las Cuevas (tot 30/06) ·
de Santos ·
Delgado ·
García ·
Garmendia ·
J. Gorospe ·
R. Gorospe ·
Heulot ·
M. Indurain ·
P. Indurain ·
Jiménez ·
Lazpiur ·
Lezaun ·
López ·
Philipot ·
Rodríguez ·
Rué ·
San Román ·
Santamaría ·
Uriarte ·
Casero (stagiair)
Alonso ·
Aparicio ·
Arrieta ·
Bernard ·
Casero ·
Crespo ·
de Santos ·
Delgado ·
D. García ·
Garmendia ·
González ·
Gorospe ·
Heulot ·
M. Indurain ·
P. Indurain ·
Jiménez ·
López ·
Martín ·
Mauri ·
Miranda ·
Montoya ·
Nijboer ·
Rué ·
Uriarte ·
J. A. Zarrabeitia ·
M. Zarrabeitia ·
Blanco (stagiair) ·
J. V. Garcia (stagiair) ·
Pascual (stagiair) 
Alonso ·
Aparicio ·
Arrieta ·
Blanco ·
Casero ·
Crespo ·
Davy ·
de Santos ·
D. García ·
J. V. Garcia ·
Garmendia ·
González ·
Hampsten ·
Heulot ·
M. Indurain   ·
P. Indurain ·
Jiménez ·
López ·
Miranda ·
Montoya ·
Nijboer ·
Rué ·
Uriarte ·
Zarrabeitia
Alonso ·
Aparicio ·
Arrieta ·
Blanco ·
Casero ·
Davy (tot 15/10) ·
Garcia ·
González ·
Hunt ·
M. Indurain     ·
P. Indurain ·
Jiménez ·
Miranda ·
Nazon (tot 31/08) ·
Nijboer ·
Rodrigues ·
Uriarte
Alonso ·
Aparicio ·
Arrieta ·
Beltrán ·
Blanco ·
Casero ·
de Las Cuevas ·
Fernández Ginés ·
Garcia ·
González ·
Hunt ·
Indurain ·
J. M. Jiménez ·
Miranda ·
Olano ·
A. Osa ·
U. Osa ·
Peña ·
Rodrigues ·
Uriarte ·
E. Jiménez (stagiair) ·
Lastras (stagiair) ·
Mancebo (stagiair)
Aggiano ·
Aparicio ·
Benítez ·
Blanco ·
Buenahora ·
Casero ·
Clavero ·
Domínguez ·
Ferrigato ·
Freire ·
D. García · 
F. García ·
González de Heredia ·
Horrillo ·
Indurain ·
Manchon ·
Mercado ·
Rincón ·
Salmerón ·
Smetanin ·
Steinhauser ·
Zintsjenko
Aggiano ·
Benítez ·
Blanco ·
Buenahora ·
Casero ·
Cerezo ·
Clavero ·
Domínguez ·
Freire  ·
D. García · 
F. García ·
Á. González de Galdeano · 
I. González de Galdeano ·
González de Heredia ·
Horrillo ·
Indurain ·
Manchon ·
Medina ·
Mercado ·
Parra ·
Peña ·
Salmerón ·
Smetanin ·
Zintsjenko
Asmaker ·
Augé ·
Beloki ·
Brard ·
Á. Casero ·
R. Casero ·
Clinger ·
Di Grande ·
Flickinger ·
García ·
Hall (tot 30/06) ·
Henrix ·
Hernández ·
Huser ·
Jeker ·
Klinger ·
Korff ·
Lino ·
Madouas ·
Moreau ·
Plaza ·
Reynaud ·
Sainz ·
Sastre ·
Wüst ·
Lara (stagiair) 
Augé ·
Brard ·
Á. Casero ·
R. Casero ·
Chanteur ·
Clinger ·
Da Cruz ·
Flickinger ·
García ·
Hernández ·
Klinger ·
Korff ·
Lino ·
Madouas ·
Moreau ·
Pérez ·
Plaza ·
Prétot ·
Radochla ·
Rebollo ·
Reynaud ·
Sastre ·
Teutenberg ·
Vicario ·
Wüst (tot 30/06) ·
Schleck (stagiair) 
Adamsson ·
Aebersold ·
Becke ·
Beltrán ·
Casero ·
Christensen ·
Escartín ·
Garmendia ·
Gianetti ·
Guidi ·
Henrix ·
Hernández ·
Høj ·
Huser ·
Korff ·
Lara ·
Michaelsen ·
Pérez · 
Plaza ·
Radochla ·
Rund ·
Schweda ·
Sjantir ·
Urban ·
von Kleinsorgen ·
Wilhelms ·
Zülle
Adamsson ·
Aebersold (tot 15/05) ·
Becke ·
Beltrán (tot 15/05) ·
Casero ·
Christensen (tot 15/05) ·
García ·
Garmendia ·
Guidi ·
Hernández ·
Korff ·
Lara ·
Liese ·
Pérez (tot 31/03) ·
Plaza ·
Radochla ·
Rund ·
Schweda ·
Steinhauser ·
Teutenberg ·
Ullrich  ·
Urban ·
von Kleinsorgen ·
Wilhelms ·
Zülle (tot 31/03)
Alonso ·
Ballester ·
Blanco ·
Bonilla ·
Cabello ·
Casero ·
Cherro ·
Cuenca ·
A. García ·
C. García ·
Jiménez ·
Julia ·
Latasa ·
Martínez ·
Muñoz (tot 31/03) ·
Odriozola ·
Olmo ·
Parra (tot 31/08) ·
Javier Pascual Llorente ·
Javier Pascual Rodríguez ·
Plaza ·
Valverde ·
Zárate
Alonso ·
Ballester ·
Bernabéu ·
Blanco ·
Bonilla ·
Cabello ·
Casero ·
Cherro ·
A. García ·
C. García ·
Gomis ·
Jiménez ·
Latasa ·
Lloret ·
Martínez ·
Muñoz ·
Olmo ·
Javier Pascual Llorente (tot 15/08) ·
Javier Pascual Rodríguez ·
Plaza ·
Zárate